# Zasada 21
Zasada 21 (Reguła 21) - wskaźnik informujący o ogólnym stanie danego rynku finansowego (istotny zwłaszcza dla uczestników rynku kapitałowego), uzyskiwany wskutek zsumowania aktualnego poziomu inflacji z bieżącą wartością giełdowego wskaźnika C/Z w danym kraju (bądź, po uśrednieniu: w danym regionie). Wartość tej sumy większa lub równa 21, na rynkach rozwiniętych, sygnalizuje "wyśrubowany" hossą stan przewartościowania akcji notowanych na giełdzie, co pozwala spodziewać się rychłego wystąpienia tam bessy (w tym też i gwałtownego obniżenia się ich kursów).